# スズキ・ランディー
ランディー (Landie) は、スズキが生産・販売していた原動機付自転車である。
排気量49 ccの原付一種モデル（型式FM50）と、2人乗り可能な52 ccの原付二種モデル（型式FM55）が存在する。
同社のミニバン（エブリイの拡大版である｢エブリイランディ」、およびノア(三代目までセレナ)の姉妹車「ランディ」）とは別車両であり無関係である。またアルファベットの綴りもこれら四輪車は「LANDY」であるが、このバイクについては「LANDIE」である。

## ランディー
- 1976年5月 デビュー（1型）。遠心クラッチ3速のランディー（オートクラッチ）と、手動クラッチ4速のランディーYLが存在する。ヘッドライトは後にデビューするAT車と異なり、前カゴを避けて高い位置（トップブリッジ上）に付けられている。遠心クラッチは発進専用であり、シフトチェンジ時に駆動を切断する機構を持たないため、シフトチェンジにコツが必要である。
- 1979年2月 マイナーチェンジ（3型）。ランディーYLがカタログ落ち。
- 1980年9月 マイナーチェンジ（4型）。ヘッドライトがAT車と同様の前カゴ下つきに変更される。電装は6Vのままながら、レギュレーターが追加され、球切れトラブルが少なくなる。
- 1982年3月 マイナーチェンジ（5型）。電装は6Vのままながら、ポイント点火からCDI点火に変更される。
- 1983年12月 最終マイナーチェンジ（6型）。

## ランディーオートマチック
- 1979年8月 オートマチック車追加（1型）。変速段数が2速しかなく、登坂力不足を補うため、副変速機を装備。切り替えツマミは左ステップ近くにあるため、切り替えは停車して行う必要がある。ヘッドライトはマニュアル車と異なり、前カゴの下に取り付けられる（後にマニュアル車も同様の変更を受ける）。
- 1980年11月 ランディー55（FM55）追加。排気量が52ccに変更され、小型自動二輪車となる。ダブルシートが装備され二人乗りが可能。オートマチック車のみ。55ccモデルに関してはこの後のマイナーチェンジ情報がなく、早期にカタログ落ちしたものと思われる。
- 1982年3月 マイナーチェンジ（3型）。従来のポイント点火からCDI点火に変更されたが、電装は最終型まで6Vのままとされた。
- 1991年2月 マイナーチェンジ（A型）。3速マニュアル車がカタログ落ち。
- 1993年10月 最終マイナーチェンジ（P型）。